# Pierrick Bourgault
Pierrick Bourgault, né en 1961, est un écrivain, journaliste, photographe, réalisateur de films et enseignant français.

## Biographie
Né à Mayenne d’un père menuisier et d’une mère couturière, Pierrick Bourgault passe son enfance à Saint-Fraimbault-de-Prières, dans la maison mitoyenne du café de son grand-père. Après un Deug de sciences naturelles à l’Université du Mans, il intègre l’Isab (aujourd’hui, Institut Polytechnique UniLasalle) dont il sort ingénieur en 1985. Il poursuit sa formation par un DEA d’anthropologie visuelle Nanterre-Sorbonne obtenu en 1987, avec les cours de Jean Rouch et d’Eric Rohmer.

### Activités cinématographiques
Il réalise plusieurs courts-métrages documentaires, dont Le Moulin de Robert, prix Canal + au Bilan du Film Ethnographique 1988 et sur lequel Télérama écrit « Un cinéaste que doivent suivre de près tous ceux qui se plaignent de la disparition du bon documentaire ».
Histoires de café a été primé au festival du film de Sarlat en 1991,.

### Publications
Il a publié une cinquantaine de livres chez différents éditeurs, sur les cafés et bistrots (dont les Guides Paris bars concerts), sur les vins, l’agriculture et les nourritures, ainsi que deux récits dans la collection « Une vie, une voix » des Ateliers Henry Dougier. Il est aussi l’auteur d’ouvrages pratiques sur la photographie, d’un recueil de nouvelles et d’un roman.
Les Zinzins du zinc a reçu le grand prix Sciences Po Millésimes en 2008, Vins insolites le prix OIV 2016 vins et territoires et les Gourmand World Cookbook Awards 2016. Le Grand prix Spirit 2019 a distingué Le Bistroscope.

### Activités journalistiques
Journaliste pigiste, Pierrick Bourgault écrit et photographie pour la presse agricole et grand public, française et étrangère. Ses enquêtes en Géorgie (2008) et dans le Xinjiang (2011) ont été nommées pour le Grand prix du journalisme de l’Afja, qu’il a reçu en 2013 pour ses reportages en Irak.

### Enseignement
Depuis 1998, Pierrick Bourgault anime des ateliers d’écriture à l’Université Paris-Saclay.

## Œuvres

### Livres sur les bistrots et cafés
- Bars du monde, les éditions de l'épure, 2005[20]
- Les Zinzins du zinc, guide des meilleurs Bars à vins de France[12], Fleurus, 2007, Egmont Labadie (Textes) et Pierrick Bourgault (Photographies),  (ISBN 978-2-215-07775-6)
- Bars en France, Éditions Dakota, 2009, 96 p.  (ISBN 978-2-84640-292-7)
- Le Guide Paris 150 bars-concerts, préface de La Grande Sophie, Bonneton, 2011  (EAN 978-2-86253-514-2)
- Paris, bars et restos insolites, Jonglez, 2012  (ISBN 978-2-36195-053-8)
- L'Écho des bistrots, Petite confidence sur les cafés, tavernes, pubs et autres buvettes[21], Transboréal, 2012  (ISBN 978-2-36157-029-3)
- Un Bistrot sinon rien, petits lieux et grands espaces du Massif Central (photographies), préface de Pierre Bergounioux, textes Martin de la Soudière, Pascal Desmichel, Julia Steiner, Pierrick. Bourgault, Chamina, 2013  (ISBN 978-2-84466-291-0)
- Paris Bars déco, 150 cafés et bistrots extraordinaires, texte Hélène Milon, préface de Jack Lang, Bonneton, 2013  (ISBN 978-2-86253-567-8)
- Tournée générale, guide pratique pour réinventer les bistrots, (photographies), Librairie des territoires, 2014
- Paris 200 bars-concerts, guide des bons plans, Bonneton, 2014  (ISBN 978-2-86253-623-1), 2016  (ISBN 978-2-86253-689-7), 2018  (ISBN 978-2-86253-769-6)
- Le Bistroscope, l’histoire de France racontée de cafés en bistrots, Chronique, 2019  (ISBN 978-2-36602-638-2)
- Bistrots ! Numéro spécial de la Revue 303, dossier sur les bars-culture, 2019  (ISBN 979-10-93572-39-0)
- La Mère Lapipe dans son bistrot[22], Ateliers Henry Dougier[11], 2020  (ISBN 979-10-312-0448-2)
- Voyage dans les bistrots de l’Ouest[23], éditions Ouest-France, 2021  (ISBN 978-2-7373-8609-1)
- Au bonheur des bistrots, préface de François Morel, La Martinière, 2022  (ISBN 979-10-401-1195-5)
- Journal d’un café de campagne, roman, Ouest-France, 2023  (ISBN 978-2-7373-8767-8)
- L'Écho des bistrots, Petite confidence sur les cafés, tavernes, pubs et autres buvettes, Transboréal, 2023  (ISBN 978-2-36157-337-9)
- La mère Lapipe au café du coin, Éditions Ouest-France, 2025   (ISBN 9782737391514)

### Livres sur les vins, les nourritures, l’écologie
- Fêtes gourmandes, Marabout, 1997,  (ISBN 2-501-02702-7)
- Votre exploitation, un univers laitier à faire découvrir, Cidil, 2005  (ISBN 2-911097-51-3)
- Le Gingembre, dix façons de le préparer, traduit en italien Lo Zenzero, L'Épure, 2003  (ISBN 2-914480-26-1)
- Grand Larousse du vin (chapitre sur l'Italie), Larousse, 2010  (ISBN 978-2-03-584149-0)
- 100 Réflexes pour manger bio et pas cher, préface de Corinne Lepage, Leduc .S, 2010  (ISBN 978-2-84899-407-9)
- Larousse wines, the world's greatest vines, estates and regions, Larousse, 2011
- Vins insolites, traduit en italien (Vini Insoliti), espagnol (Vinos Insolitos), anglais (Unusual Wines), 2015, éditions JonGlez, 255 p.  (ISBN 978-2-36195-095-8)
- Guide Amphore des vins bio (photographies), texte de Pierre Guigui et Christophe Casazza, La Martinière, 2016  (ISBN 978-2-7324-7587-5)
- Bretonne pie-noir, la vache des paysans heureux, avec Pierre Quéméré, Ouest-France, 2016  (ISBN 978-2-7373-7287-2)
- Atlas des vins insolites[24], Jonglez[25], 2023  (ISBN 978-2-36195-582-3)

### Livres historiques
- Les Jardins secrets de Lucé[26], La Reinette[27], 2000  (ISBN 2-913566-04-9)
- Retrouvez vos ancêtres en 14-18,[28] préface de Stéphane Hessel, Ouest-France, 2014  (ISBN 978-2-7373-6317-7)
- A comme Archimbaud, des racines et des Hommes, avec Virginie Seghers, Prophil, 2018  (ISBN 978-2-9552410-3-5)
- Échos d’atelier, livre-disque de Virginie Seghers (photographies de Pierrick Bourgault) avec David Lynch, Titouan Lamazou, Jean-Michel Alberola et Nicolas Vial, Idem Paris, 2019  (ISBN 2-9524465-0-4)
- Francis, l’artisan du bois[29], Ateliers Henry Dougier[11], 2020  (ISBN 979-10-312-0430-7)
- Nos racines paysannes : Louis et Lucienne, souvenirs d’agriculteurs[30], Ouest-France, 2021  (ISBN 978-2-7373-8533-9), 2023  (ISBN 978-2-7373-8813-2)

### Livres sur l’informatique, la vidéo, la photo
- Minitel et micro-ordinateur, Sybex, 1985
- Minitel et micro-ordinateur, normes enjeux et mise en œuvre de la communication télématique, Sybex, 1987
- Minitel et micro-ordinateur, la french connexion, Sybex, 1989  (ISBN 2-7361-0547-8)
- La Communication audiovisuelle, préface de Raymond Depardon, Dunod, 1993  (ISBN 2-10-001857-4)
- Caméscope pour tous : loisirs, enseignement, entreprise, Dunod, 1994  (ISBN 2-10-002240-7)
- Caméscope : 50 trucs pour filmer comme un pro, Marabout, 1996  (ISBN 2-501-02431-1)
- 100 Conseils pratiques pour mieux photographier avec votre réflex numérique, Dunod, 2012  (ISBN 978-2-10-056628-0)
- 100 Conseils pratiques pour mieux photographier, Dunod, 2015  (ISBN 978-2-10-073786-4)
- 100 défis photographiques, Dunod, 2017  (ISBN 978-2-10-076345-0)
- No photo, photographions moins pour vivre mieux, Dunod, 2018  (ISBN 978-2-10-077978-9)
- 100 Déclics photo pour éviter les clichés, Dunod, 2018  (ISBN 978-2-10-078334-2)
- Tu ne tueras point ton héros trop tôt, 365 lois du scénario, avec Alissa Wenz, Armand Colin, 2019  (ISBN 978-2-200-62706-5)
- 100 Petites leçons pour bien débuter en photo, Dunod, 2019  (ISBN 978-2-10-079318-1)

### Fictions
- Le doute, nouvelles, recueil collectif, Écriture et partage, 2006  (ISBN 2-35316-002-6)
- D’Amour et de vins nouveaux, nouvelles, l’Iroli, 2007,  (ISBN 978-2-9521846-8-7)
- Journal d’un café de campagne[31],[32], Ouest-France, 2023,  (ISBN 978-2-7373-8767-8)

### Filmographie
- 1987 : Le Moulin de Robert[6] - portrait d'une meunière dans son moulin de la Vallée du Loir, Sarthe (cinéma 16 mm, durée 9') - Prix du court-métrage au bilan du film ethnographique[7]. Premier prix du documentaire (Beauvais 1988). Achat par Canal +
- 1990 : Histoires de café - Documentaire sur un café de campagne (cinéma 16 mm, durée 6') - Sélection au 9e Bilan du film ethnographique (Musée de l'Homme, Paris), au festival de Saintes. - Grand prix de l'enseignement supérieur au festival du film de Sarlat 1988[7],[9].
- 1993 : Le Canard aux sept merveilles - Documentaire sur un restaurant familial cambodgien à Montparnasse (durée 26'). Avec le soutien du CNC (aide à l'écriture), de la Direction du Patrimoine, du Ministère des Affaires Sociales et du FAS. Achat et diffusion par la Vidéothèque de Paris, TV Rennes, Citévision Marseille, Canal 8 Le Mans.
- De 1989 à 1999 : Lucé, les jardins retrouvés - documentaire sur la restauration d'un parc du XVIIIe siècle (Sarthe). Bourse d'aide à la Création de la SCAM 1991, durée 26'.
- Ces films sont en libre consultation sur Vimeo

## Distinctions
- Les Zinzins du zinc[12] ont reçu le grand prix Sciences Po Millésimes en 2008,
- Vins insolites le prix OIV 2016 vins et territoires[33]
- les Gourmand World Cookbook Awards 2016[34].
- Le Grand prix Spirit 2019[16] a distingué Le Bistroscope[17].
- Le Moulin de Robert[6], prix Canal + au Bilan du Film Ethnographique 1988[7]
- Ses enquêtes en Géorgie (2008) et dans le Xinjiang (2011) ont été nommées pour le Grand prix du journalisme de l’Afja, qu’il a reçu en 2013 pour ses reportages en Irak[18].